# Irish International
Die Irish International oder auch Irish Future Series sind die offene internationale Meisterschaften von Irland im Badminton. Sie fanden erstmals vom 11. bis zum 14. Oktober 2012 in Dublin statt und gehörten dem BE Circuit 2012/13 an. Sie sind nicht zu verwechseln mit den höherrangigen Irish Open.

## Die Sieger
| Saison    | Herreneinzel      | Dameneinzel       | Herrendoppel             | Damendoppel                         | Mixed                      |
| --------- | ----------------- | ----------------- | ------------------------ | ----------------------------------- | -------------------------- |
| 2012      | Mattias Wigardt   | Perrine Lebuhanic | Daniel Font Oliver Gwilt | Sinead Chambers Jennie King         | Edward Cousins Keelin Fox  |
| 2013      | Kian Andersen     | Delphine Lansac   | Jonathan Dolan Sam Magee | Louise Grimm Hansen Louise Seiersen | Anton Kaisti Jenny Nyström |
| 2014 2024 | nicht ausgetragen | nicht ausgetragen | nicht ausgetragen        | nicht ausgetragen                   | nicht ausgetragen          |